# Karajan-Akademie
Die Karajan-Akademie der Berliner Philharmoniker ist ein gemeinnütziger Verein zur Ausbildung von Orchesternachwuchs. Sie wurde als Orchester-Akademie der Berliner Philharmoniker zu Beginn der 1970er Jahre auf die Initiative des damaligen Chefdirigenten der Berliner Philharmoniker, Herbert von Karajan, gegründet. Im Mai 2017 beschlossen die Mitglieder des Orchesters einstimmig, die Orchester-Akademie in Karajan-Akademie umzubenennen.
Viele andere Berufsorchester haben inzwischen ebenfalls Orchester-Akademien gegründet.

## Zweck
Die Karajan-Akademie dient dazu, junge, begabte Musiker für die Anforderungen professioneller Orchester vorzubereiten, da im Musikstudium in der Regel eher eine solistische Ausbildung vermittelt wird, die den Anforderungen und Klangvorstellungen beim Orchesterspiel nicht unbedingt gerecht wird.
Die Stipendiaten müssen nach ihrem abgeschlossenen Hochschulstudium ein strenges Auswahlverfahren durchlaufen und erhalten eine zweijährige Ausbildung. Sie werden von Mitgliedern der Berliner Philharmoniker unterrichtet. Die Dozenten sind überwiegend die Konzertmeister und Stimmführer der Philharmoniker. Die Ausbildung besteht aus den vier Elementen Einzelunterricht, Orchesterarbeit (Mitwirkung bei Proben und Konzerten des Orchesters), Unterricht in Kammermusik und Vorbereitung auf die Probespiele zur Bewerbung auf Orchesterstellen.
Die meisten Stipendiaten erhalten direkt im Anschluss eine Stelle in einem renommierten Orchester. Etwa ein Drittel der Besetzung der Berliner Philharmoniker hat die Akademie durchlaufen.

## Förderung
Die Karajan-Akademie wird von verschiedenen Spendern und Förderern unterstützt. Eine besondere Rolle spielen dabei der Fördererkreis, in dem sich Vorstandsmitglieder von Unternehmen finanziell engagieren, und die Stiftung zur Förderung der Orchester-Akademie, die Zustiftungen für die Arbeit der Akademie einsetzt.

## Vorstand
Mitglieder des Vorstands sind (Stand April 2019):
- Andreas Penk, Regional President Oncology International Development Markets der Pfizer Deutschland GmbH (Vorsitzender)
- Andrea Zietzschmann, Intendantin der Stiftung Berliner Philharmoniker (stellvertretende Vorsitzende)
- Knut Weber, Cellist, Mitglied des Orchestervorstands der Berliner Philharmoniker (stellvertretender Vorsitzender)
- Andreas Schlüter, Generalsekretär des Stifterverbands für die Deutsche Wissenschaft
- Alexander Bader, Klarinettist, Mitglied des Orchestervorstands der Berliner Philharmoniker
- Julian Deutz, Vorstand Finanzen und Personal der Axel Springer SE
- Hans-Michael Giesen, Legerwall Partnerschaft mbB von Rechtsanwälten
- Christian Lewandowski, Vorsitzender des Vorstands der Gegenbauer Holding SE & Co. KG

## Bekannte Absolventen
- Walter Auer, Flöte
- Wolfgang Bauer, Trompete
- Richard Stegmann, Bratsche (1992 und 1993)
- Marco Thomas, Klarinette (1995 bis 1997)

## Bekannte Dozenten
- Daniele Damiano, Fagott (seit 1989)
- Jan Diesselhorst, Cello (1999 bis 2009)
- Stefan Dohr, Horn
- Georg Faust, Cello (bis 2011)
- Wenzel Fuchs, Klarinette
- Konradin Groth, Trompete
- Christoph Hartmann, Oboe (seit 1993)
- Michael Hasel, Flöte (seit 2000)
- Lothar Koch, Oboe
- Esko Laine, Kontrabass (seit 2000)
- Karl Leister, Klarinette (seit 1972)
- Albrecht Mayer, Oboe (1995 bis 2000)
- Neithard Resa, Bratsche (1985 bis 1997)
- Gerd Seifert, Horn
- Hansjörg Schellenberger, Oboe (bis 2001)
- Stefan Schweigert, Fagott (seit 1988)
- Daniel Stabrawa, Violine (1986 bis 2000)
- Christian Stadelmann, Violine (seit 2002)
- Friedrich Witt, Kontrabass
- Andreas Wittmann, Oboe (seit 1998)
- Rainer Zepperitz, Kontrabass (1973 bis 1995)
- Karlheinz Zöller, Flöte